# Буревестник (футбольный клуб, Новосибирск)
«Буревестник» — советский футбольный клуб из Новосибирска.

## История
Клуб основан не позднее 1934 года в городе Новосибирске. Именно за 1934 год сохранились сведения о матче «Буревестника» с московской командой «Серп и Молот», где новосибирцы уступили со счётом 1:2.
Клуб принял участие в чемпионате СССР по футболу в 1937 году в Группе «Города Востока», но был снят с турнира после трёх матчей. «Буревестник» (Новосибирск) — первая команда, представившая Новосибирскую область в первенстве СССР. После 1937 года команда во всесоюзных соревнованиях участие не принимала.

## История новосибирского футбола до 1937 года
Первые упоминание о футболе в Новосибирской области в апреле 1906 года, когда на перегоне Чебул-Ояш прошёл футбольный матч между армейцами воинской части, сошедшего с рельсов воинского эшелона. В Ново-Николаевске (с 1926 года — Новосибирск) футбол развит был слабо. В то время город входил в состав Томской губернии. С 1921 года образовалась Новониколаевская губерния, и развитие футбола пошло стремительно. 8 августа 1927 года в Новосибирске был открыт первый футбольный стадион «Спартак». В городе появились первые профессиональные команды — «Сибкрайсоюз», «Совработник», «Печатник», «Мукомол Востока». В 1935 году команда «Динамо» (Новосибирск) обладатель Кубка Западно-Сибирского края. Первое выступление Новосибирских команд на Всесоюзных соревнованиях было в 1937 году — команды «Динамо» (Новосибирск) и «Спартак» (Новосибирск) приняли участие в розыгрыше Кубка СССР.

## Примечание
1. ↑  ФК Сибирь Неофициальный фан сайт - 1934-1940. Дата обращения: 18 декабря 2019. Архивировано 18 декабря 2019 года.
2. ↑  Когда появился футбол в Новосибирске? Дата обращения: 18 декабря 2019. Архивировано 18 декабря 2019 года.
3. ↑  ИСТОРИЯ РЕГИОНАЛЬНЫХ ТУРНИРОВ РОССИИ ПО ФУТБОЛУ. НОВОСИБИРСКАЯ ОБЛАСТЬ. Дата обращения: 18 декабря 2019. Архивировано 25 декабря 2019 года.
4. ↑  Ю.Кошель. «Футбол в СССР. 1936-1991 годы. Официальные матчи команд мастеров. Том 1. 1936-1964 годы».. — Москва: Предприятие «Техносоюз». Издательство «Луч-1»., 1993. — С. 16—19. — 271 с. — ISBN 5-900612-02-3.